# Pessegueiro (Pampilhosa da Serra)
Pessegueiro é uma povoação portuguesa sede da Freguesia de Pessegueiro do Município de Pampilhosa da Serra, freguesia com 31,91 km² de área e 187 habitantes (censo de 2021), tendo, por isso, uma densidade populacional de 5,9 hab./km².
Braçal, Carvoeiro, Coelhal, Catraia do Farropo, Malhadas da Serra, Pessegueiro de Baixo, Pessegueiro de Cima, Ramalheira, Sobral Bendito e Casal da Silva são lugares ou aldeias desta freguesia.

## População
| Distribuição da População por Grupos Etários | Distribuição da População por Grupos Etários | Distribuição da População por Grupos Etários | Distribuição da População por Grupos Etários | Distribuição da População por Grupos Etários |
| -------------------------------------------- | -------------------------------------------- | -------------------------------------------- | -------------------------------------------- | -------------------------------------------- |
| Ano                                          | 0-14 Anos                                    | 15-24 Anos                                   | 25-64 Anos                                   | > 65 Anos                                    |
| 2001                                         | 14                                           | 23                                           | 85                                           | 96                                           |
| 2011                                         | 12                                           | 6                                            | 76                                           | 134                                          |
| 2021                                         | 6                                            | 10                                           | 58                                           | 113                                          |

## Património
- Capela mortuária
- Quinta de Casal Bendito
- Moinhos de água da Ribeira
- Antigas minas
- Parte do parque eólico de Pampilhosa da Serra
- Praia fluvial
- Museu Etnográfico (Carvoeiro)